# Schnee-Felberich
Der Schnee-Felberich (Lysimachia clethroides) oder Entenschnabel-Felberich ist eine Pflanzenart aus der Gattung Gilbweiderich (Lysimachia).

## Merkmale
Der Schnee-Felberich ist eine ausdauernde, krautige Pflanze, die Wuchshöhen von 60 bis 100 cm erreicht. Sie bildet unterirdische Ausläufer. Die Laubblätter sind länglich oder breit lanzettlich, über 2 Zentimeter breit, 7 bis 11 Zentimeter lang und wechselständig. Ihre Unterseite ist nicht drüsig gepunktet. Der Blütenstand ist gebogen. Blütenstandsachse und Blütenstiel sind spärlich behaart. Die Blüten sind fünfzählig. Die Krone ist weiß.
Die Blütezeit reicht von Juli bis September.
Die Chromosomenzahl beträgt 2n = 24.

## Vorkommen
Der Schnee-Felberich kommt in Japan, Korea und China auf sonnigen, grasigen Hängen vor.

## Nutzung
Der Schnee-Felberich wird selten als Zierpflanze für Staudenbeete und als Schnittblume genutzt. Die Art ist seit spätestens 1869 in Kultur.

## Belege
- Eckehart J. Jäger, Friedrich Ebel, Peter Hanelt, Gerd K. Müller (Hrsg.): Rothmaler Exkursionsflora von Deutschland. Band 5: Krautige Zier- und Nutzpflanzen. Spektrum Akademischer Verlag, Berlin Heidelberg 2008, ISBN 978-3-8274-0918-8.